# Richard Lawson
Pour les articles homonymes, voir Lawson.
Richard Lawson est un acteur américain né le 7 mars 1947 à Loma Linda. Il est connu pour ses rôles dans les films de genre comme Poltergeist ou la série V de 1983.

## Biographie
Le 16 mars 1992, Lawson a survécu à l’écrasement du Vol USAir 405 peu après son décollage de l’aéroport LaGuardia, dans le Queens, à New York.

### Vie privée
Richard Lawson est le père de l'actrice Bianca Lawson et le mari de Tina Knowles.

## Filmographie

### Cinéma
- 1971 : L'Inspecteur Harry (Dirty Harry) : non crédité
- 1973 : Scream Blacula Scream : Willis Daniels
- 1973 : Fox Style : Little Henry
- 1974 : Sugar Hill : Valentine
- 1974 : Black Fist : Leroy Fisk
- 1977 : Audrey Rose : policier n° 1
- 1978 : Le Retour : Pat
- 1979 : Comme un homme libre : R.C. Stiles
- 1979 : Tendre Combat : Hector Mantilla
- 1982 : Poltergeist : Ryan
- 1984 : Les Rues de feu : officier Ed Price
- 1985 : Le Justicier de Miami : Cornell
- 1997 : Des hommes d'influence : agent de la CIA
- 1998 : Sans complexes : Jack
- 2000 : Mars and Beyond :
- 2001 : Blue Hill Avenue : oncle Rob
- 2003 : Out of the Rain : Donald
- 2003 : Black Listed : agent Gordon
- 2005 : Black/White : Marcus
- 2006 : The Last Stand : Winston
- 2007 : I'm Through with White Girls : James Evans
- 2008 : Love for Sale : oncle Mac
- 2009 : The Business of Show
- 2010 : Massacre : Rich Cannon
- 2010 : Les Couleurs du destin : Frank
- 2015 : From Zero to I Love You : Ron Logsdon

### Télévision

#### Téléfilms
- 1975 : Crossfire : Officer Ken Dillard
- 1979 : Charleston : James Harris
- 1979 : The Jericho Mile : R.C. Stiles
- 1979 : Buffalo Soldiers : Caleb Holiday
- 1980 : The Golden Moment: An Olympic Love Story : Gene Davis
- 1986 : Under the Influence : Dr. Duran
- 1986 : Johnnie Mae Gibson: FBI : Adam Prentice
- 1989 : The Forgotten : Sergeant Frank 'Doc' McDermott
- 1989 : Double Your Pleasure : Dash
- 1999 : Justice : Gus
- 1999 : Jackie's Back : Milkman Summers  (Jackie's Ex-Husband #1)
- 2003 : Maniac Magee : Mr. Beale

#### Séries télévisées
- 1973 : Shaft : Don Lewis
- 1973 : Kojak : 1st Suspect
- 1974 : Get Christie Love!
- 1975 : Les Rues de San Francisco : Eddie Hill
- 1975 : Medical Center : Andy Willis
- 1976 : Bert D'Angelo/Superstar
- 1976 : Most Wanted
- 1977 : Hotel Story
- 1977 : All in the Family : Angry Black Man
- 1977 : Le Voyage extraordinaire : Barker
- 1978 : Good Times : Raymond
- 1978 : Having Babies : Bert Rollins
- 1978 : What Really Happened to the Class of '65? : Lt. Sawyer
- 1981 : The White Shadow : David Mackey
- 1982 : Hooker : Officier David McNeil
- 1982 : Chicago Story : Det. O.Z. Tate
- 1983 : V : Dr. Ben Taylor
- 1983 : Le Juge et le Pilote : Kid Calico
- 1984 : Magnum : Gerald Calvin
- 1985 : Hôpital St Elsewhere
- 1985 : Les Enquêtes de Remington Steele : Monroe Henderson
- 1986 : Comedy Factory : Dr. Julius Pepper
- 1986–1987 : Dynasty : Nick Kimball
- 1987 : Amen : Dr. Jonathan Wallace
- 1988 : CBS Summer Playhouse : Nick Scott
- 1988 : Un flic dans la mafia : Thurman McGill
- 1988 : 227 : Raymon
- 1988–1991 : The Days and Nights of Molly Dodd : Det. Nathaniel Hawthorne
- 1989 : 1st & Ten: The Championship : Coleman King
- 1989–1991 : MacGyver : Jesse Colton
- 1991 : Le Père Dowling : Brad Whitfield
- 1991 : Cosby Show : Mr. Bostic
- 1992-1994 : La Force du destin : Lucas Barnes
- 1993 : Sauvés par le gong : La Nouvelle Classe : Juge Thurston Jones
- 1995 : Un drôle de shérif : Dale "Sky" Betts
- 1996 : Destination inconnue : Capitaine Daniel Robb
- 1997 : Good News : Percy Shepperd
- 1997 : Moesha : Marlon James
- 1998 : The Parent 'Hood : T.K.'s Father
- 1998 : L.A. Doctors : Gary Miller
- 1999 : Sister, Sister : Victor Sims
- 1999 : Amy : Thomas Horne
- 2000 : Associées pour la loi : Chuck
- 2001 : JAG : Sgt. Dan Craig
- 2001 : Les Anges du bonheur : Nicholas Freeman
- 2001 : Soul Food : Les Liens du sang : Révérend Bobby Baxter
- 2001 : La Vie avant tout : Alton Clayborne
- 2001 : The Bernie Mac Show : Bishop
- 2002 : Washington Police : Commandant Richard Gray
- 2002 : For the People : Clay Portman
- 2003 : Half and Half : Ben
- 2004 : Division d'élite : LaBon
- 2004 : Dead Like Me : William Garrett
- 2004 : Christmas at Water's Edge : Mr. Turner (Television movie)
- 2005 : DOS : Division des opérations spéciales
- 2006 : All of Us : Luther Brody
- 2008 : Numb3rs : Clay Porter, Sr.
- 2011 : Angry Boys : Shwayne Senior
- 2013 : Real Husbands of Hollywood : Détective Smith
- 2016 : Saints & Sinners : Pasteur Evan Johnson
- 2017 : Grey's Anatomy : Bill Pierce